# Beépített adatvédelem
A beépített adatvédelem (angol nevén: privacy by design) egy adatvédelmi módszer, ami alapelvként tekint az adatvédelemre, így már a szervezetek és rendszereik megtervezése során érvényesítendőnek tekinti az adatvédelmi elveket. Célja, hogy olyan rendszerek jöjjenek létre,
amelyek már születésüktől magukban hordozzák az adatvédelem szempontjait, ahelyett, hogy csak formálisan próbálnának megfelelni az azzal kapcsolatos előírásoknak.

## Története
A módszert a kanadai adatvédelmi hatóság dolgozta ki az 1990-es években. A módszert alapelveként fogadja el az Európai Unió 2016-ban elfogadott adatvédelmi irányelve.